# Gwiazda Teegardena

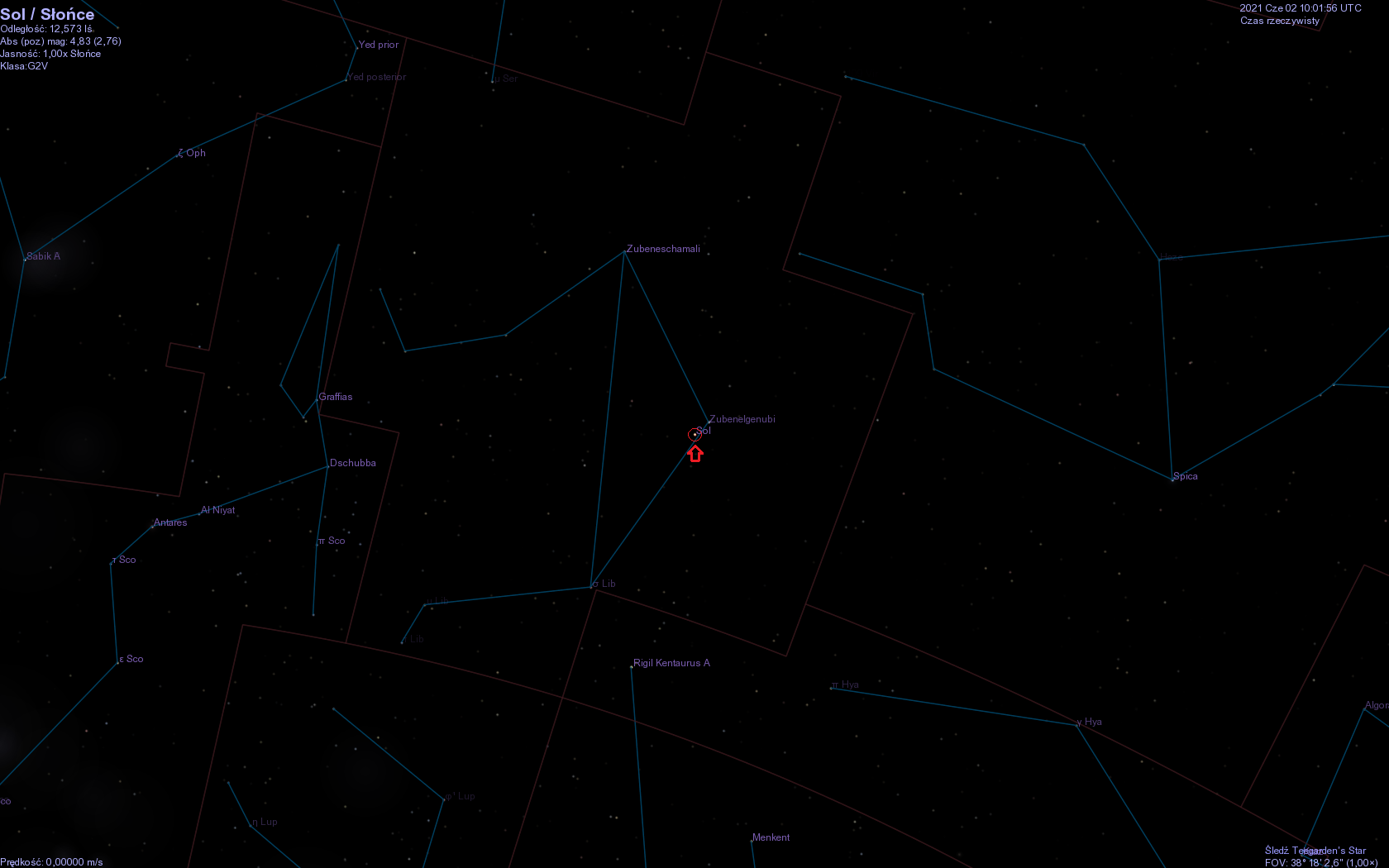
Symulowany widok Słońca z Gwiazdy Teegardena

Gwiazda Teegardena – gwiazda położona w gwiazdozbiorze Barana, w odległości 12,5 roku świetlnego od Słońca, jedna z najbliższych Układowi Słonecznemu gwiazd. Jej jasność wizualna wynosi tylko 15m, nie jest widoczna gołym okiem. Krążą wokół niej dwie znane planety.

## Nazwa
Gwiazda jest nazywana na cześć astronoma Bonnarda Teegardena, który – wraz z innymi astronomami – odkrył ją i ustalił, że jest ona jedną z najbliższych Słońcu gwiazd o dużym ruchu własnym (5,06 ± 0,03 sekundy kątowej/rok). Odkrycie ogłoszono w 2003 roku.

## Charakterystyka fizyczna
Gwiazda Teegardena jest czerwonym karłem o bardzo małej jasności; należy do typu widmowego M7. Jej temperatura to tylko około 2700 °C, a jasność jest równa zaledwie 7×10−4 jasności Słońca. Masa gwiazdy to około 9% masy Słońca, a jej promień jest dziesięciokrotnie mniejszy niż promień Słońca. Wstępne oszacowania rozmiarów gwiazdy sugerowały, że jest wyjątkowo mała i ma promień równy zaledwie 0,68 promienia Jowisza, ale były oparte na zaniżonej ocenie odległości.

## Układ planetarny
W 2019 roku metodą pomiaru zmian prędkości radialnej odkryto dwie niewielkie planety krążące wokół tej gwiazdy. Obie mają masy podobne do masy Ziemi i krążą wewnątrz ekosfery układu. Współczynnik podobieństwa do Ziemi planety b ma najwyższą wartość spośród znanych obecnie planet (stan na 19 czerwca 2019), równą 0,95, a w przypadku planety c jest równy 0,68. W układzie może znajdować się więcej planet, które nie zostały dotąd wykryte.
Nie stwierdzono, żeby z Ziemi były widoczne przejścia nowo odkrytych planet przed tarczą gwiazdy, natomiast z punktu widzenia hipotetycznego obserwatora w układzie gwiazdy Teegardena można obserwować tranzyty planet Układu Słonecznego. Od 2044 do 2496 roku widoczne będą tranzyty Ziemi.